# 1538 w polityce

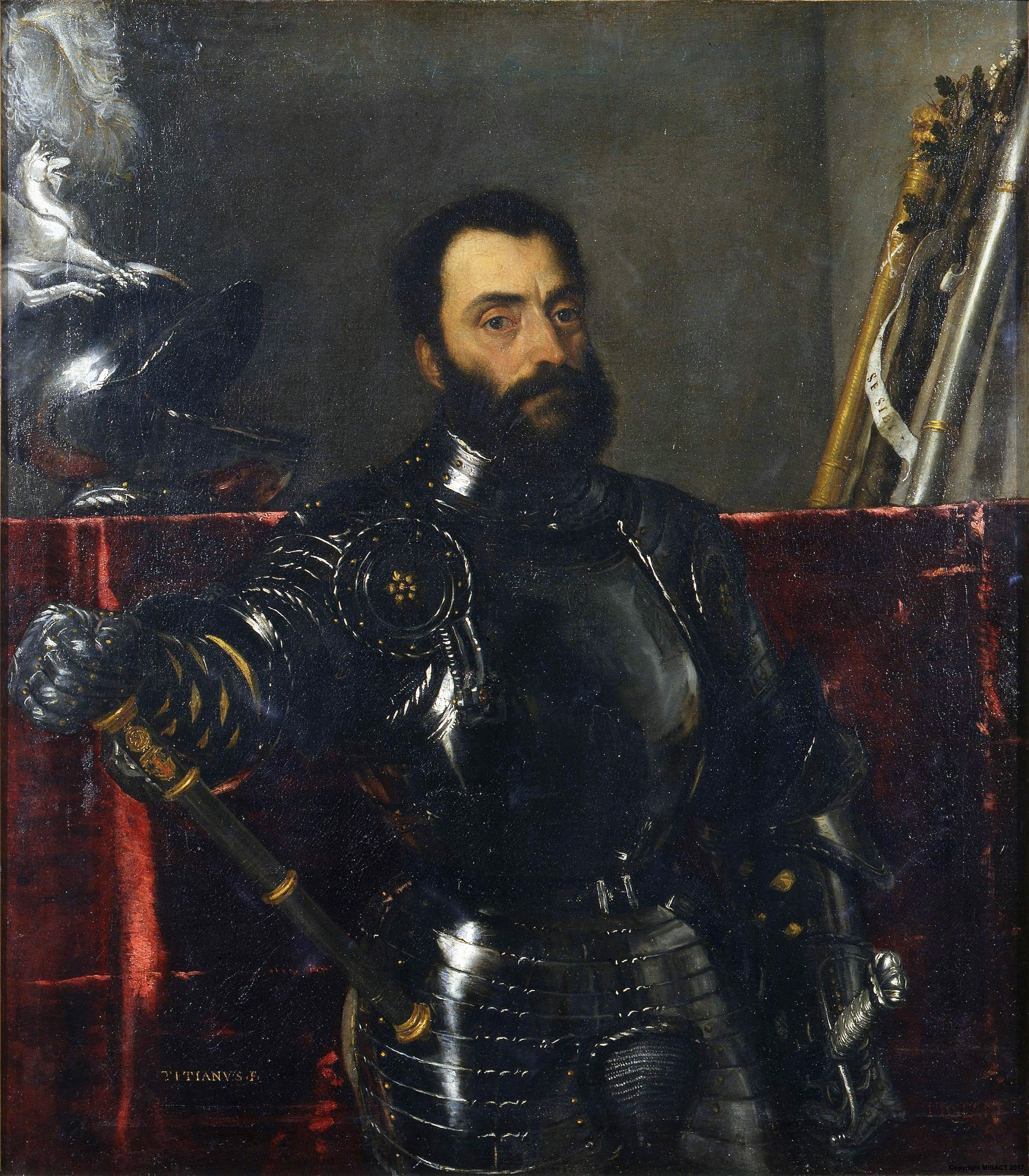
Franciszek Maria I della Rovere

Wydarzenia polityczne w 1538 roku.

## Zmarli
- 20 października Franciszek Maria I della Rovere, włoski kondotier[1].